# Gouvernement Modibo Sidibé (2)
République du Mali
M. Sidibé I C.M.K. Sidibé
Le 9 avril 2009, le président de la république du Mali, Amadou Toumani Touré a procédé au remaniement du Gouvernement de Modibo Sidibé du 3 octobre 2007 nommé le 3 octobre 2007. Il conserve Modibo Sidibé comme Premier ministre.
Les principaux changements ont lieu dans le domaine économique et celui de l’éducation. Sanoussi Touré remplace Amadou Abdoulaye Diallo comme ministre de l’Économie et des Finances et Lassine Bouaré est nommé ministre délégué auprès du ministre de l’Économie et des Finances, chargé du budget). Abou-Bacar Traoré, ancien ministre des Finances est nommé ministre des Mines et Abou Sow se voit confier le nouveau poste de secrétaire d’État auprès du Premier ministre chargé du Développement intégré de la zone Office du Niger.
Salikou Sanogo remplace Sidibé Aminata Diallo au ministère de l’Éducation de Base, de l’Alphabétisation et des Langues Nationales et Siby Ginette Bellegarde devient ministre des Enseignements Secondaire, Supérieur et de la Recherche Scientifique en remplacement d’amadou Touré.
Enfin, deux ministres s’échangent leur poste : Tiémoko Sangaré devient au ministère de l’Environnement et de l’Assainissement tandis qu’Aghatham Ag Alhassane récupère le ministère de l’Agriculture.
Ce remaniement intervient moins d’un mois des élections communales du 29 avril 2009
Le 30 mars 2011, le Premier ministre Modibo Sidibé a présenté sa démission et celle de son Gouvernement au président de la république Amadou Toumani Touré qui l’a acceptée.

## Composition du gouvernement du 9 avril 2009[2]
- Premier ministre : Modibo Sidibé
- Ministre de l’Emploi et de la Formation Professionnelle : Ibrahima N'Diaye
- Ministre de la Santé : Oumar Ibrahima Touré
- Ministre de l’Artisanat et du Tourisme : N’Diaye Bah
- Ministre de l’Administration Territoriale et des Collectivités Locales : Kafougouna Koné
- Ministre de l’Élevage et de la Pêche : Diallo Madeleine Ba
- Ministre des Affaires Étrangères et de la Coopération Internationale : Moctar Ouane
- Ministre de l’Environnement et de l’Assainissement : Tiémoko Sangaré
- Ministre de l’Équipement et des Transports : Hamed Diane Séméga
- Ministre des Mines : Abou-Bakar Traoré
- Ministre de la Sécurité Intérieure et de la Protection Civile : Sadio Gassama
- Ministre de la Défense et des Anciens Combattants : Natié Pléa
- Ministre des Maliens de l’Extérieur et de l’Intégration Africaine : Badara Aliou Macalou
- Ministre de la Promotion de la Femme, de l’Enfant et de la Famille : Maïga Sina Damba
- Ministre de l’Agriculture : Agatam Ag Alhassane
- Ministre de la Communication et des Nouvelles Technologies : Diarra Mariam Flantié Diallo
- Ministre du Travail, de la Fonction Publique et de la Réforme de l’État : Abdoul Wahab Berthé
- Ministre de l’Industrie, des Investissements et du Commerce : Ahmadou Abdoulaye Diallo
- Ministre de l’Économie et des Finances : Sanoussi Touré
- Ministre du Développement Social, de la Solidarité et des Personnes Âgées : Sékou Diakité
- Ministre de la Justice, Garde des Sceaux : Maharafa Traoré
- Ministre du Logement, des Affaires Foncières et de l’Urbanisme : Gakou Salamata Fofana
- Ministre de l’Enseignement Supérieur et de la Recherche Scientifique : Siby Ginette Bellegarde
- Ministre de l’Éducation, de l’Alphabétisation et des Langues Nationales : Salikou Sanogo
- Ministre de la Culture : Mohamed El Moctar
- Ministre de la Jeunesse et des Sports : Hamane Niang
- Ministre chargé des Relations avec les Institutions, Porte-parole du Gouvernement : Fatoumata Guindo
- Ministre de l’Energie et de l’Eau : Mamadou Diarra
- Ministre Délégué auprès du Ministère de l’Economie et des Finances, chargé du Budget : Lassine Bouaré
- Secrétaire d’Etat auprès du Premier Ministre Chargé du Développement intégré de la Zone Office du Niger : Abou Sow